# Fei Comodo
Fei Comodo war eine 2003 gegründete, britische Post-Hardcore-Band mit Einflüssen aus Metalcore und Alternative Rock. Aufmerksamkeit erlangte die Band mit der Veröffentlichung des Songs Go, go! Emo Rangers, welche Titelmusik der Parodie Mighty Moshin’ Emo Rangers ist. Die Band steht bei Small Town Records unter Vertrag und hat bereits zwei Singles, fünf EPs sowie ein Album produziert. Die Band gibt in einem Post auf der Bandhomepage an, sich nach der Veröffentlichung des Albums „Behind the Bright Lights“ aufzulösen.

## Geschichte

### 2003–2009: Die Anfänge
Die Band wurde 2003 im ostenglischen Essex gegründet und besteht aus Mark Halls (Gesang), Rob Clemson (Schlagzeug), Jay Styler (Bass), Will Phillipson und Mike Curtis (Gitarren). Gitarrist Will Phillipson und Sänger Mark Halls spielten bereits früher zusammen in einer gemeinsamen Band, die den Namen „Blu Circle“ trug. Auf dem College fand das erste Line-Up der heutigen Band zusammen. Auf dem College fanden die Musiker heraus, dass „Comodo“ ein musikalischer Begriff ist. Zu dem „Fei“ im Bandnamen kam es, als der damalige Schlagzeuger Richard Duvale ein Mädchen mit dem Namen kennenlernte. 2006 veröffentlichte die Band ihre EP Go, go! Emo Rangers in Eigenregie. Die Band unterzeichnete einen Vertrag bei Small Town Records und brachte 2008 ihr Debütalbum They All Have Two Faces auf dem Markt. Ihre Single Breaking The Ice erschien ein Jahr später. Noch im Dezember 2008 war die Band Vorgruppe von Blessed by a Broken Heart. Fei Comodo spielte 2009 auf dem Download-Festival. Die Band wurde auch für den Kerrang!-Award nominiert. Die zweite Tour führte die Band durch Großbritannien, Frankreich und die Niederlande.

### 2010–2012:Behind the Bright Lightsund Auflösung
Im Juli 2010 spielte Fei Comodo auf dem Sonisphere Festival. Im September 2010 spielte die Band auf dem Butserfest, wo The King Blues als Headliner auftraten. Auf dem Butserfest traten außerdem Shadows Chasing Ghosts, We Are the Ocean, My Passion und Bury Tomorrow auf.
Zwischen Mai und Juli 2011 spielte die Gruppe eine Tour durch Großbritannien gemeinsam mit der Band Shadows Chasing Ghosts, darunter war ein Auftritt auf dem Make A Scene Festival in Middlesbrough am 25. Juni 2011, wo die Gruppe auf der „Big Deal Clothing Stage“ gemeinsam mit Annotations of an Autopsy, While She Sleeps und With One Last Breath spielte. Ein Konzert im walisischen Llangollen mit Funeral for a Friend und Young Guns wurde dagegen abgesagt. Die Gruppe veröffentlichte 2011 eine weitere EP unter dem Titel The Life They Lead. Am 24. Oktober erschien eine Single zum Song Rival Tides, die auf der EP enthalten ist. Im November tourte die Gruppe gemeinsam mit Exit Ten und Never Means Maybe durch das Vereinigte Königreich. Die Konzerte fanden in Southampton, Brighton, Bedford, Exeter, Cardiff, Guildford, Nottingham, Stoke-on-Trent, Peterborough, Birmingham, Liverpool, Manchester, High Wycombe, Hastings, Norwich, Leeds, Newcastle-upon-Tyne, Aberdeen, Dundee, Glasgow, Sheffield, York und London statt.
Am 18. März 2012 spielte die Band auf dem Takedown Festival an der Universität Southampton. Bei diesem Festival waren Skindred, Bleed from Within, Lower Than Atlantis und Bury Tomorrow bestätigt. Am 16. Juli 2012 erschien das zweite Studioalbum der Gruppe. Dieses heißt „Behind the Bright Lights“. Nach der Veröffentlichung des Albums und einer weiteren UK-Tour löste sich die Gruppe auf.
Gemeinsam mit Tom Pullen gründeten Marc Halls, Wil Phillipson und Ash Clarke die Band Hey Vanity, welche wie Fei Comodo, bei Small Town Records unter Vertrag stehen. Über dem Label erschienen eine EP und ein Album.

## Stil

### Musik
Die Gruppe spielte einen seit Mitte der 2000er Jahre unter Jugendlichen stärker bekannt gewordenen metallischen Post-Hardcore-Stil, der auch deutliche Elemente aus dem Bereich Alternative Rock und vor allem der Pop-Musik aufweist (etwa klassische so genannte „Sing-Alongs“). Daneben lässt sich der Einfluss von Metalcore feststellen.
Die Musik erinnert stark an Coheed and Cambria, Thrice, SikTh und Reuben. Der Gesang von Mark Halls ist vielseitig. So klingen seine Screams wie von Alex Pettit von Alexisonfire. Der Cleangesang erinnert an Josh Franceschi von You Me at Six.
Die Gruppe ist vor allem in der ab etwa 2005 aufkommenden Emo-Jugendmodeerscheinung bekannt – dennoch hat der Stil der Band (wie das Jugendphänomen und die vielen anderen Gruppen dieses Stils auch) musikalisch nichts mit dem eigentlichen Emo-Hardcore oder Screamo zu tun.

### Produktionen
Die Gruppe gehört der Do-it-yourself-Szene an. Alle bisher veröffentlichten Alben und EPs entstanden in dem eigenen Musikstudio, dass Mike Curtis gehört. Auch das Debütalbum „They All Have Two Faces“ entstand dort, obwohl die Band inzwischen bei Small Town Records unter Vertrag stand. Die Musiker beschreiben die internationale Musikszene als „geldgierig“, weshalb die Gruppe hauptsächlich ohne große Budget Songs produzierte.

## Auszeichnungen
- Kerrang! Awards[5]
  - 2009: „Best British Newcomer“ (nominiert)

## Diskografie

### Demos
- 2007: Untitled Demo (Eigenproduktion)

### Singles
- 2008: Break the Ice (Small Town Records)
- 2009: Behind Bars (Small Town Records)
- 2011: Rival Tides

### EPs
- 2003: Fei Comodo (Eigenproduktion)
- 2004: One Man Stands Alive (Eigenproduktion)
- 2005: This One Is for Us (Eigenproduktion)
- 2006: Go, Go! Emo Rangers (Eigenproduktion)
- 2011: They Lead Their Life (Small Town Records)

### Alben
- 2008: They All Have Two Faces (Small Town Records)
- 2012: Behind the Bright Lights (VÖ: 16. Juli 2012)